# 英文楚报馆大楼
英文楚报馆大楼，是一处近代报社机关建筑物，位于中华人民共和国湖北省武汉市江岸区胜利街99号。该建筑由汉口的英文报纸《楚报》（英語：Central China Post）在汉口英租界出资建设。现建筑为湖北省文物保护单位。

## 英文楚报
英文《楚报》，即1904年漢口圣教书局经理传教士艾丘柏（又称计约翰，John Archibala）所创办的一部英文报刊，爲此艾丘柏辞去了教会工作而投身于新闻记者领域。起初报社位于汉口英租界新昌里，报纸初为双日刊，后于1911年末改为日刊。由于当时的湖北及汉口政府对新闻言论管控较严，其他地域报道涉及湖北及汉口的新闻时都会援引《楚报》的消息。
1918年，报社由其子计洽礼（H.J.Archibala）接手，1923年报社开始筹建新的报社大楼，1924年兴建，此即英文楚报馆。建筑中除了有《楚报》报社外，路透社也曾在建筑中办公。另外据称国民革命军北伐后鲍罗廷在建筑中开办有印刷所，在2楼有其进行共产主义宣传活动的秘密结社。
抗日战争期间甚至在武汉为日军所占后，《楚报》依然坚持办报，直至1941年5月15日日军查封大楼。此后建筑成为日军的“军报道班”，专门检查汉口收寄的信件以及占领区内各报刊，同时也是搜集抗日人士的情报所。

## 建筑概述
该建筑为一栋5层钢筋混凝土结构大楼，地下1层、地上4层（后来又增建1层），由格烈甫夫建筑事务所（J.P.Gleboff）设计，汉协盛营造厂负责工程。建筑总体属于高台式建筑，装饰主义风格，但仍保留有古典的三段式设计，正立面总体线条简单，中间四组罗马柱作为装饰，另外还有铁艺栏杆及雕塑栏杆的阳台、落地窗等。

## 建筑保护
1993年7月28日，建筑以“英文楚报馆”的名义被武汉市人民政府列为第一批武汉市优秀历史建筑。2011年3月21日，建筑以“英文楚报馆旧址”的名义被武汉市人民政府列为第五批武汉市文物保护单位。2014年6月22日，建筑以“英文楚报馆旧址”的名义被湖北省人民政府公布为第六批湖北省文物保护单位。
建筑作为文物的保护范围：英文楚报馆旧址及周围一定范围。以旧址外墙为界，东南面向外延伸3米至胜利街西侧规划道路红线，西南面、西北面各向外延伸10米，东北面向外延伸6米至北京路现状道路边线。
建筑作为文物的建设控制地带：以保护范围为界，东南面向外延伸10米至胜利街规划道路中线，西南面向外延伸56米至规划道路红线，西北面向外延伸175米至中山大道规划道路中线，东北面向外延伸4米至北京路规划道路中线。

## 事件
2023年，有媒体报道，英文楚报馆大楼的文物保护范围和建设控制地带内，有房地产开发公司入内非法施工。